# Minardi PS04B
Chronologie des modèles (2004-2005)
Minardi PS03 Minardi PS05
La Minardi PS04B est la monoplace de Formule 1 engagée par la Scuderia Minardi lors de la saison 2004 de Formule 1 et lors des trois premières courses de la saison 2005.

## Historique
Avant de modifier la Minardi PS03 pour la transformer en PS04B, l'écurie modifie une Arrows A23 ; cette évolution, peu fiable, est vite abandonnée. 
La Minardi PS04B est ainsi engagée par la Scuderia Minardi lors de la saison 2004 de Formule 1 et lors des trois premières courses de la saison 2005. 
En 2004, elle est pilotée par l'Italien Gianmaria Bruni et par le Hongrois Zsolt Baumgartner, les pilotes d'essais étant Tiago Monteiro et Bas Leinders. L'écurie n'inscrit qu'un seul point en championnat du monde, lors du Grand Prix des États-Unis, grâce à la huitième place de Baumgartner. 
En 2005, elle est pilotée par l'Autrichien Patrick Friesacher et le Néerlandais Christijan Albers. Engagée pour les trois premières manches de la saison, la PS04B est remplacée par la Minardi PS05 à partir du Grand Prix de Saint-Marin.

## Résultats en championnat du monde de Formule 1

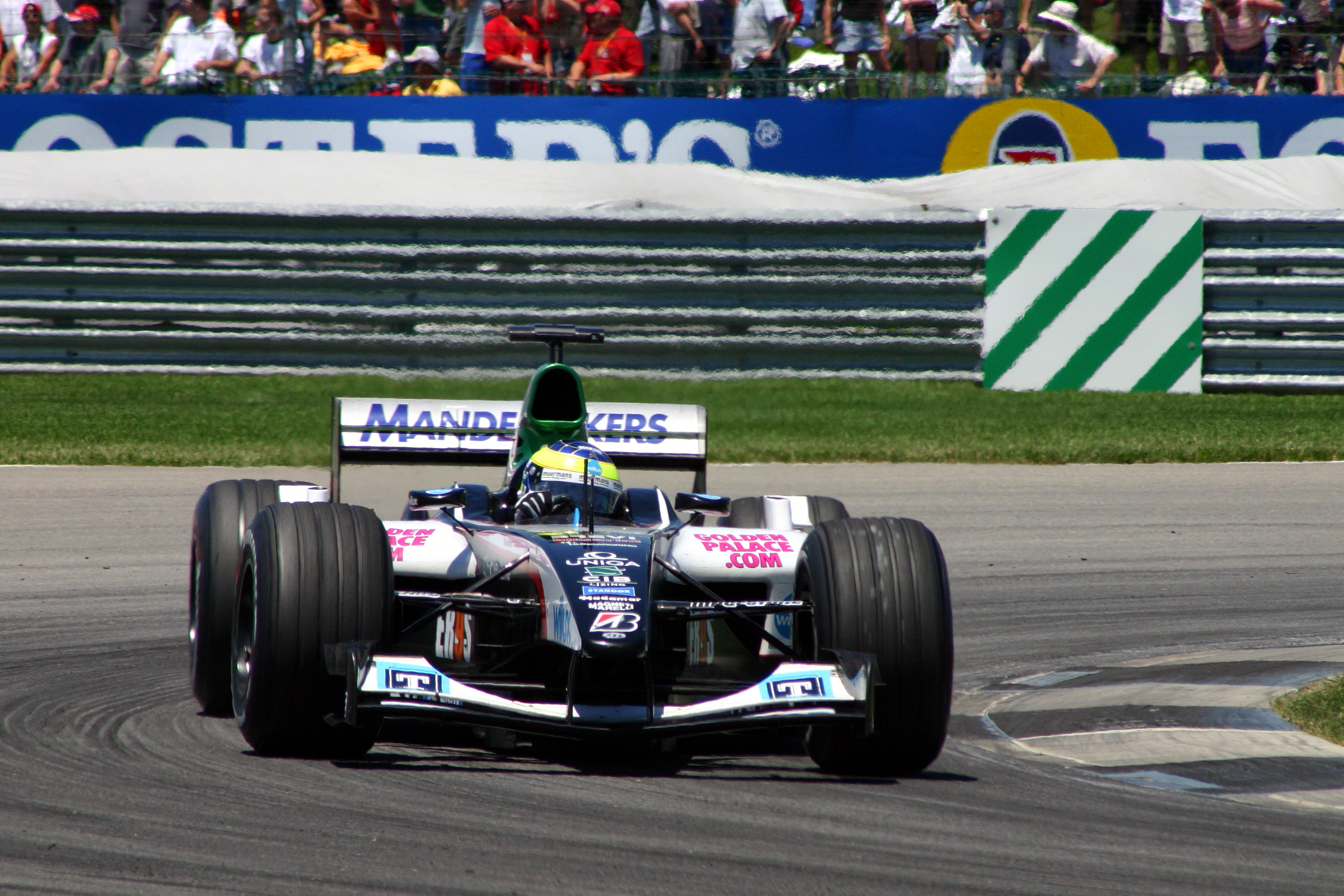
Zsolt Baumgartner marque au Grand Prix des États-Unis 2004 son unique point en Formule 1

| Saison | Écurie           | Moteur                 | Pneumatiques | Pilotes            | Courses | Courses | Courses | Courses | Courses | Courses | Courses | Courses | Courses | Courses | Courses | Courses | Courses | Courses | Courses | Courses | Courses | Courses | Courses | Points inscrits | Classement |
| Saison | Écurie           | Moteur                 | Pneumatiques | Pilotes            | 1       | 2       | 3       | 4       | 5       | 6       | 7       | 8       | 9       | 10      | 11      | 12      | 13      | 14      | 15      | 16      | 17      | 18      | 19      | Points inscrits | Classement |
| ------ | ---------------- | ---------------------- | ------------ | ------------------ | ------- | ------- | ------- | ------- | ------- | ------- | ------- | ------- | ------- | ------- | ------- | ------- | ------- | ------- | ------- | ------- | ------- | ------- | ------- | --------------- | ---------- |
| 2004   | Minardi Cosworth | Ford Cosworth CR-3 V10 | Bridgestone  |                    | AUS     | MAL     | BAH     | SMR     | ESP     | MON     | EUR     | CAN     | USA     | FRA     | GBR     | ALL     | HON     | BEL     | ITA     | CHI     | JAP     | BRÉ     |         | 1               | 10e        |
| 2004   | Minardi Cosworth | Ford Cosworth CR-3 V10 | Bridgestone  | Gianmaria Bruni    | Abd     | 14e     | 17e     | Abd     | Abd     | Abd     | 14e     | Abd     | Abd     | 18e     | 16e     | 17e     | 14e     | Abd     | Abd     | Abd     | 16e     | 17e     |         | 1               | 10e        |
| 2004   | Minardi Cosworth | Ford Cosworth CR-3 V10 | Bridgestone  | Zsolt Baumgartner  | Abd     | 16e     | Abd     | 15e     | Abd     | 9e      | 15e     | 10e     | 8e      | Abd     | Abd     | 16e     | 15e     | Abd     | 15e     | 16e     | Abd     | 16e     |         | 1               | 10e        |
| 2005   | Minardi F1 Team  | Cosworth CRL-3 V10     | Bridgestone  |                    | AUS     | MAL     | BAH     | SMR     | ESP     | MON     | EUR     | CAN     | USA     | FRA     | GBR     | ALL     | HON     | TUR     | ITA     | BEL     | BRÉ     | JAP     | CHI     | 7*              | 10e        |
| 2005   | Minardi F1 Team  | Cosworth CRL-3 V10     | Bridgestone  | Patrick Friesacher | 17e     | Abd     | 12e     |         |         |         |         |         |         |         |         |         |         |         |         |         |         |         |         | 7*              | 10e        |
| 2005   | Minardi F1 Team  | Cosworth CRL-3 V10     | Bridgestone  | Christijan Albers  | Abd     | 13e     | 13e     |         |         |         |         |         |         |         |         |         |         |         |         |         |         |         |         | 7*              | 10e        |

Légende : ici 
- * 7 points marqués avec la Minardi PS05.